# Bøgestrømmen
Bøgestrømmen er farvandet, der forbinder Stege Bugt og Faxe Bugt mellem øen Nyord og Kalvehave og Jungshoved på Sjælland.
Farvandet indgår i et EF-fuglebeskyttelsesområde, et EF-habitatområde, et Ramsarområde og et natur- og vildtreservat.
Frem til 1997 skete der en ulovlig udledning af forurenet spildevand fra Proms Kemiske Fabrik.